# 리카르도 델가도
리카르도 델가도(스페인어: Ricardo Delgado, 1947년 7월 13일 ~ )는 멕시코의 전직 권투 선수이다. 그는 1968년 멕시코시티 하계 올림픽때 플라이급 부문에서 금메달을 땄다.
델가도는 1969년에 프로로 전향했다.

## 인물 정보
리카르도 델가도는 1947년 7월 13일에 멕시코시티에서 태어났다. 그는 1968년 올림픽에서 금메달을 획득했다.